# Comuna Andriașivka, Krîjopil
Andriașivka (în ucraineană Андріяшівка) este o comună în raionul Krîjopil, regiunea Vinnița, Ucraina, formată din satele Andriașivka (reședința), Krînîcikî și Vîsoka Hreblea.

## Demografie
Componența lingvistică a satului Andriașivka
     Ucraineană (99,38%)
     Alte limbi (0,62%)
Conform recensământului din 2001, majoritatea populației satului Andriașivka era vorbitoare de ucraineană (99,38%), existând în minoritate și vorbitori de alte limbi.